# Apple Newton

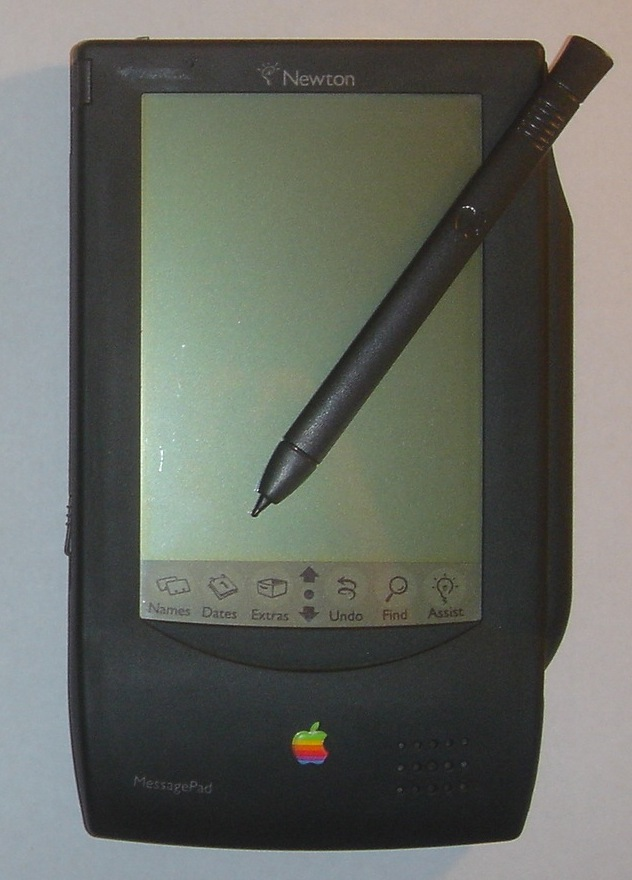
Apple Newton Messagepad 100

Apple Newton, або просто Newton, — одна із перших серій кишенькових персональних комп'ютерів. Його розробляла, виробляла та продавала фірма Apple Computer з 1993 по 1998 рр.
Оригінальні комп'ютери Newton працювали на RISC-процесорі ARM 610 та підтримували розпізнавання рукописного введення. Офіційна назва пристрою — MessagePad, а назва Newton була закріплена за операційною системою.

## Newton під час разробки
Проєкт Newton спершу не був спрямований на створення кишенькового комп'ютера. Така категорія комп'ютерів, як КПК, зовсім не існувала в ті роки, і термін «персональний цифровий помічник» (personal digital assistant, PDA) запровадив Джон Скаллі (John Sculley) на достатьньо пізніх стадіях проєкту. Newton повинен був стати повним перевинайденням персонального комп'ютера, чимось схожим на сучасних планшетних комп'ютерів. Доволі багато часу Newton розробляли як комп'ютер з екраном великого формату, великою внутрішньою пам'яттю та повноцінним об'ектно-орієнтованим графічним ядром.

## Результати
Хоча Apple Newton випускали протягом шести років, він ніколи не мав успіху на ринку через дві головні причини: висока ціна пристрою (яка піднялась до 1000 дол. за моделі 2000 та 2100), а також його розміри (вони не проходили тест на «кишеньковість» — прилад не вміщувався у звичайну кишеню плаща, сорочки чи штанів). Критики також сварили розпізнання рукописного вводу. Ці проблеми позначилися на репутації продукту в очах широкої публіки. КПК так і залишився б нішевим продуктом, якби не Palm Pilot, який вийшов на ринок незадовго до того, як припинилось виробництво Newton. Palm Pilot у невеликому та тоншому корпусі, з меншою ціною та стійкішою системою розпізнання введення «Граффіті» (уперше вона з'явилась як програмний пакет для Newton), виявився здатним відновити ринок КПК після коммерційного провалу MessagePad. Одним із основоположників Palm Computing була Донна Дубінскі, яка раніше працювала в Apple.

## Моделі
- MessagePad (також відомий як H1000 або Original MessagePad, OMP)
- MessagePad 100 (підтримує новішу версію Newton OS)
- MessagePad 110
- MessagePad 120 (до 2 Мб ОЗП, проти 1 Мб у старих моделях)
- MessagePad 130
- eMate 300
- MessagePad 2000 (значне оновлення; набагато продуктивніший (162 МГц StrongARM проти 20 МГц ARM 610)
- MessagePad 2100 (внутрішню ОЗП збільшено до 4 Мб)

## Цікаві факти
- Герой Стівена Сігала використовував Newton у фільмі «В облозі 2: Темна територія».
- Автори мультсеріалу «Сімпсони» в епізоді «Lisa on Ice» висміяли проблеми комп'ютера з розпізнанням рукописного введення: Дольф пише нагадування в свій Newton: «Віддубасити Мартіна» (англ. Beat up Martin). Однак, комп'ютер розпізнає це як «Зжерти Марту» (англ. Eat up Martha).

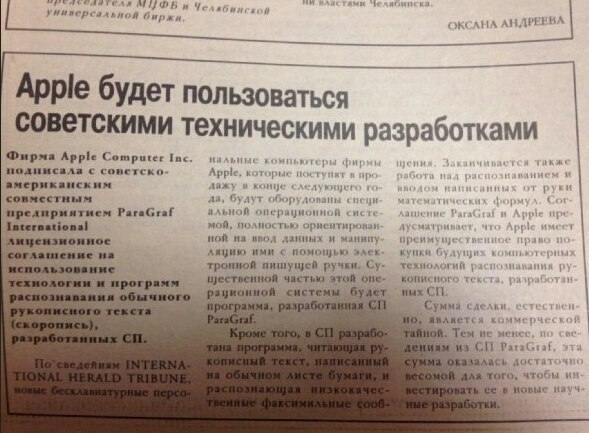

- Радянсько-американське СП ParaGraf розробляло ОС для першого Apple Newton.